# Берлин
Бе́рлин (у 1946—1992 роках — Хмільове) — село в Україні у Бродівській міській громаді Золочівського району Львівської області. Берлин разом з селами Конюшків, Лагодів та Мідне до 2020 року підпорядковувалися Язлівчицькій сільській раді. Населення становить 1128 осіб.

## Населення
За даними всеукраїнського перепису населення 2001 року в селі мешкало 1355 осіб, у 2005 році — 1317 осіб, у 2022 році — 1128 осіб.
Мова
Розподіл населення за рідною мовою за даними перепису 2001 року був наступним:
| українська | 1344 | 99,19 |
| російська  | 11   | 0,81  |

## Географія
Село Берлин розташоване за 113 км від обласного центру, за 49 км від районного центру та за 7 км від центру громади. Відстань до найближчої залізничної станції Броди становить 8 км.

## Назва
Назва села, за однією із версій, походить від назви типу кузова карети — берли-брички (карети), які місцеві майстри виготовляли на замовлення німецьких панів, за іншою — через так звані кладки-берлинки через довколишні болота.

## Історія
Перша згадка про село датується 1431 роком, наступна — 1471 роком.
У 1946 році село було перейменоване на Хмільове.
12 червня 2020 року, відповідно до розпорядження Кабінету Міністрів України № 718-р «Про визначення адміністративних центрів та затвердження територій територіальних громад Львівської області», село увійшло до складу Бродівської міської громади.
19 липня 2020 року, в результаті адміністративно-територіальної реформи та ліквідації Бродівського району, село увійшло до складу новоствореного Золочівського району.

## Пам'ятки, визначні місця

### Римо-католицька громадська каплиця
Римо-католицька громадська каплиця, збудована у 1934 році.

### Церква Святої Параскеви П'ятниці
Первісна дата заснування церкви в селі не відома. Відомо, що 1879 року тут збудовано нову, теж дерев'яну церкву, бо стара вже стала непридатною до використання. У 1906 році за проєктом архітектора Василя Нагірного зведена нова, більша за розмірами від попередньої, дерев'яна церква. Іконостас для нової церкви замовили в різьбярсько-золотарській та столярській робітні Євстахія Щуплакевича у Львові. Він був виконаний дочасно та встановлений того ж 1906 року. Під час першої світової війни село опинилося на лінії фронту, і 1916 року церкву було знищено.
По війні на місці зруйнованої церкви селяни встановили тимчасову каплицю. 1933 року майстрами батьком і сином Літовинськими зі Щуровичів за проєктом Євгена Нагірного та завдяки старанням пароха о. Михайла Струмінського розпочато зведення нової дерев'яної величавої церкви Святої Параскеви П'ятниці. 1935 року будівництво святині було завершене. Урочисте освячення церкви на честь Святої Параскеви П'ятниці відбулося того ж 1935 року.
У 1960-х роках в церкві встановлений чотириярусний арковий іконостас. Інтер'єри церкви вкриває стінопис, виконаний у 1965—1970 роках маляром Євгеном Мусуйленком. На південний захід від церкви розташована мурована стінна дзвіниця, зведена у 1990 році.

### Меморіальні знаки, пам'ятні таблиці, пам'ятники

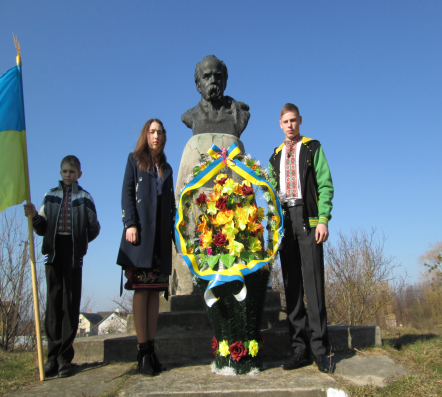
Відкриття пам'ятника Т. Г. Шевченку

- Пам'ятник Т. Г. Шевченку, розташований в центрі села, при автошляхові Т 1410 Броди — Лопатин — Радехів — Шептицький.
- Пам'ятник Героям Небесної сотні[20].
- Пам'ятник Сергію Кірову (1967, скульптор — Лаврентій Гром)[22]. Демонтований у 1990-х роках.

### Пам'ятки природи, парки
- Берлинський дендропарк — був закладений 1972 року на площі 4,7 гектарів, на території якого було висаджено 280 дерев та кущів. Згодом парк був розширений до площі 6,8 га і нараховував в своєму асортименті 70 видів і форм деревно-чагарникових порід. Протягом 43 років проводилися доповнення дендропарку. На даний момент флора в дендропарку нараховує 125 видів дерев та кущів. Це породи, які поширені в Північній Америці, Монголії, Китаї, Японії, Кавказі та інших регіонах[23].

Світлини села Берлин
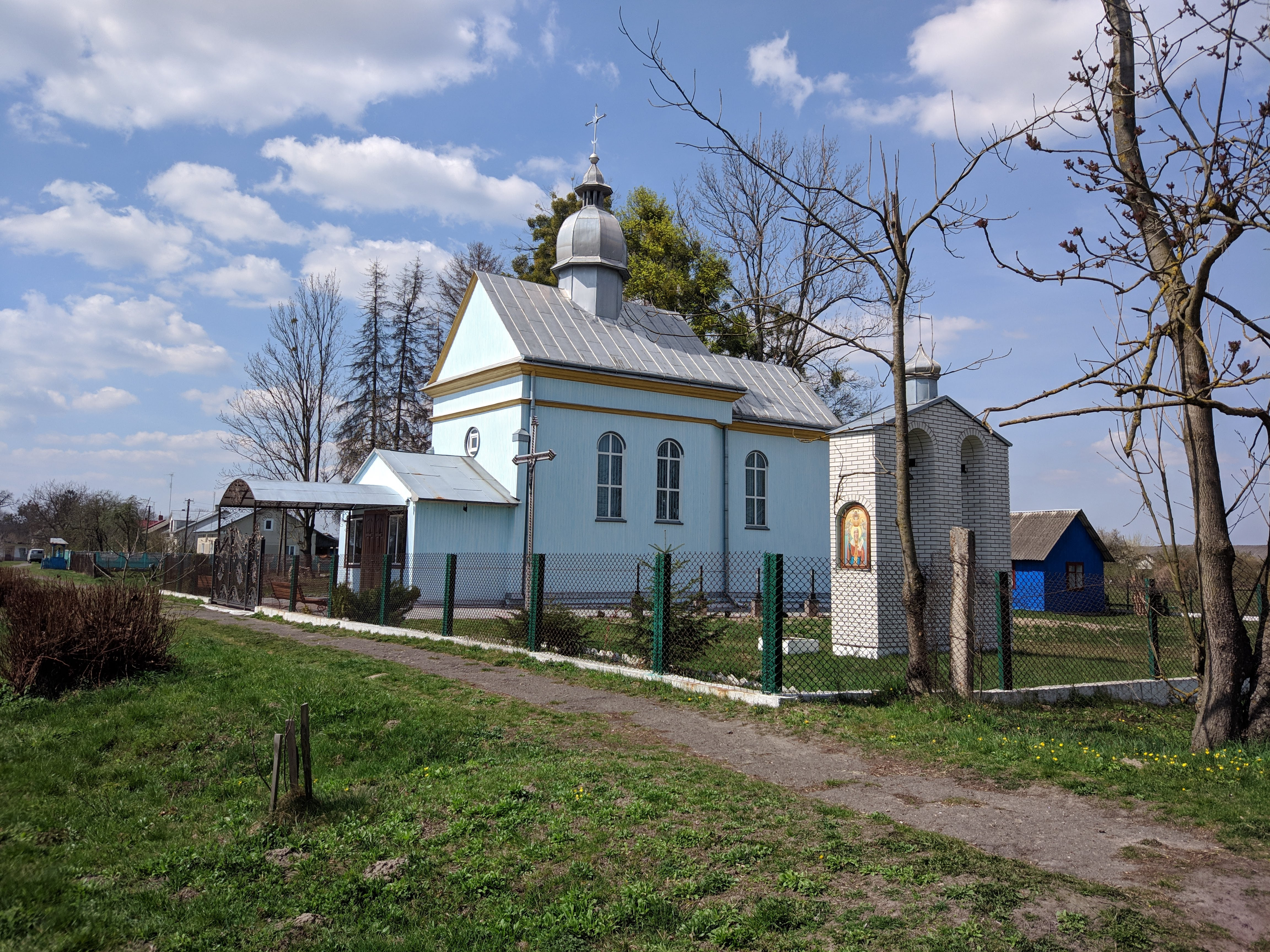
Церква Святої Параскевії. Берлин (Римо-католицька громадська каплиця; 1934)
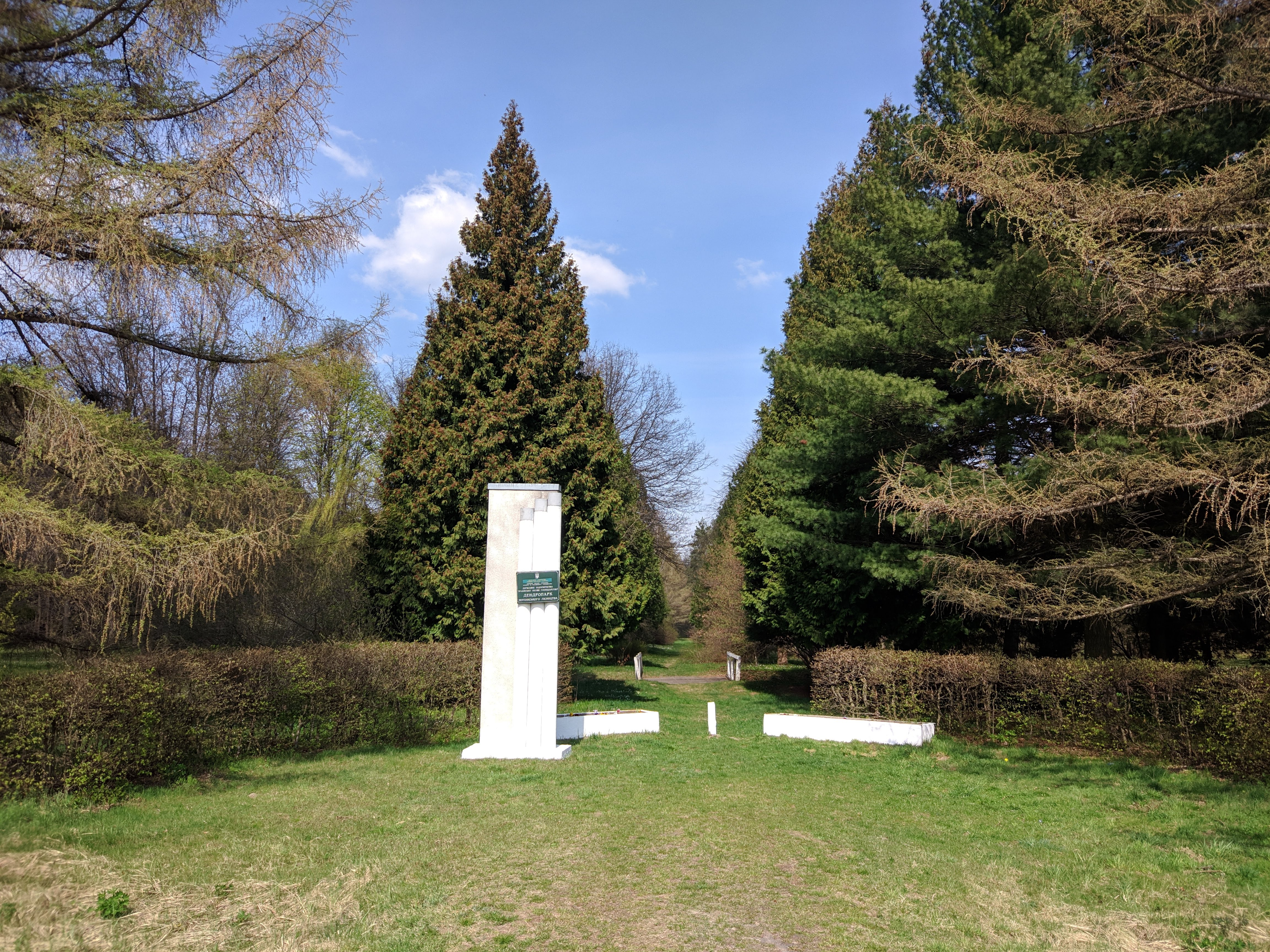
Берлинський дендропарк
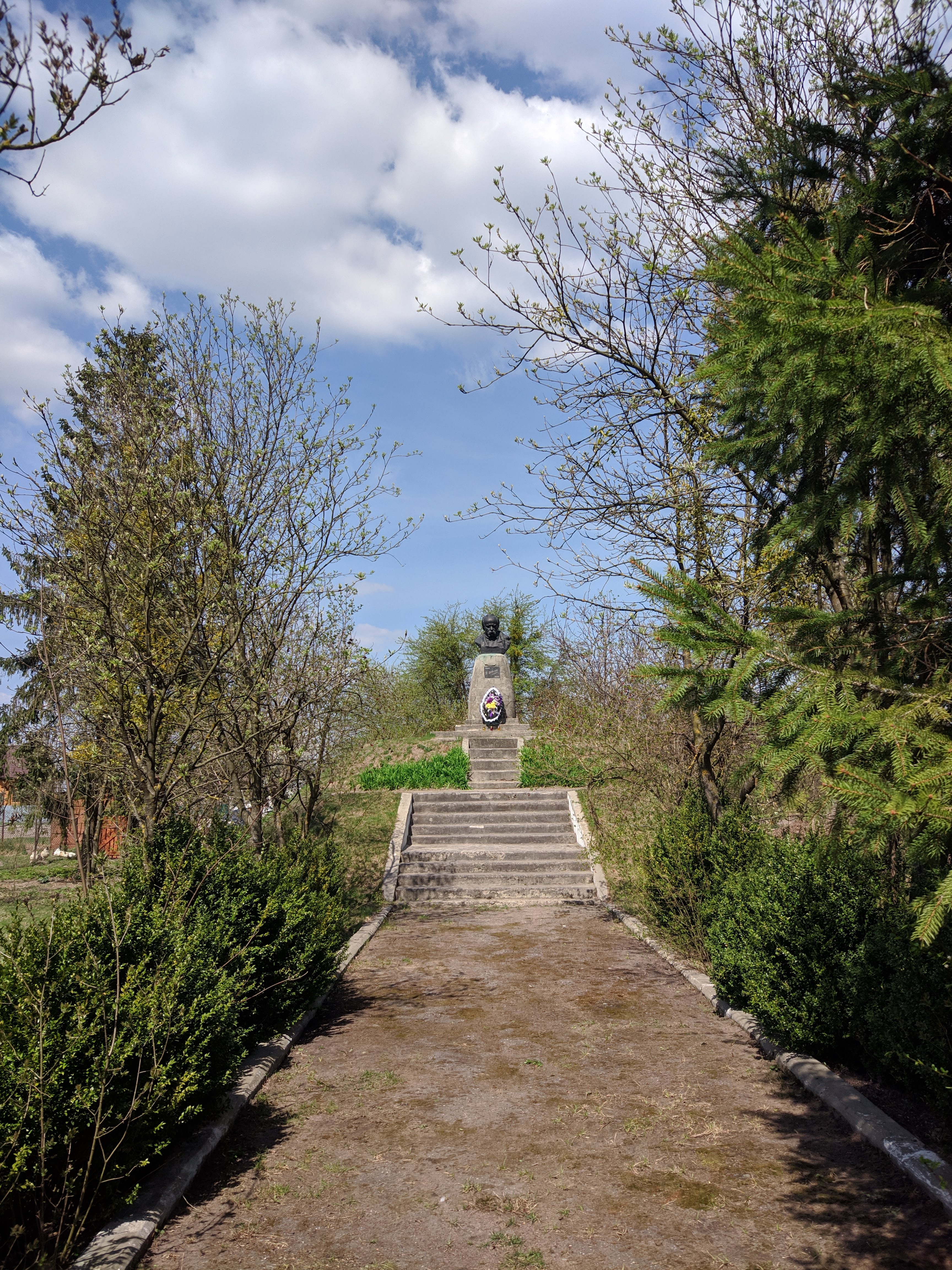
Пам'ятник Т. Г. Шевченку
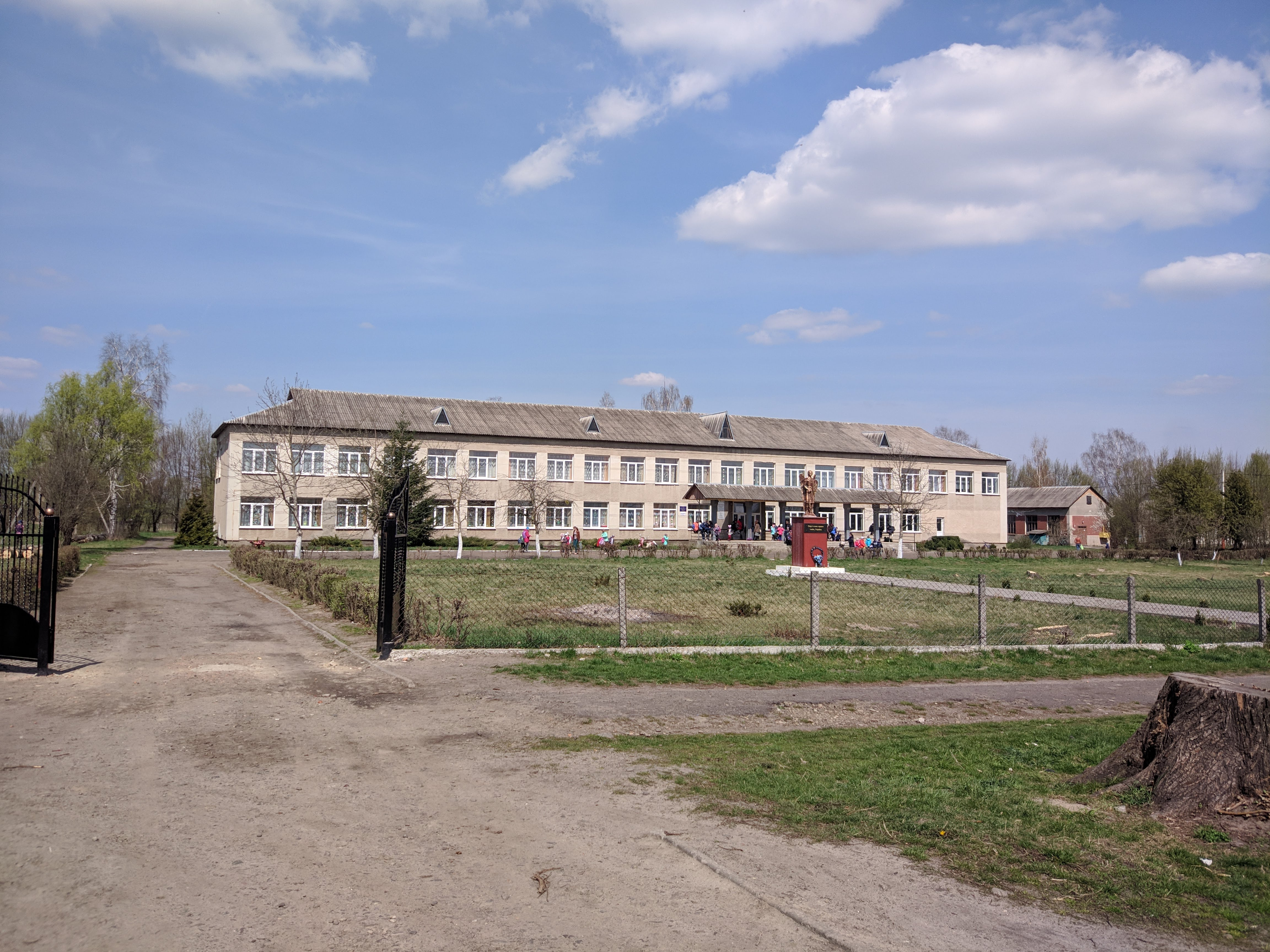
Пам'ятник «Мир і слава героям твоїм, Україно» біля Берлинської школи
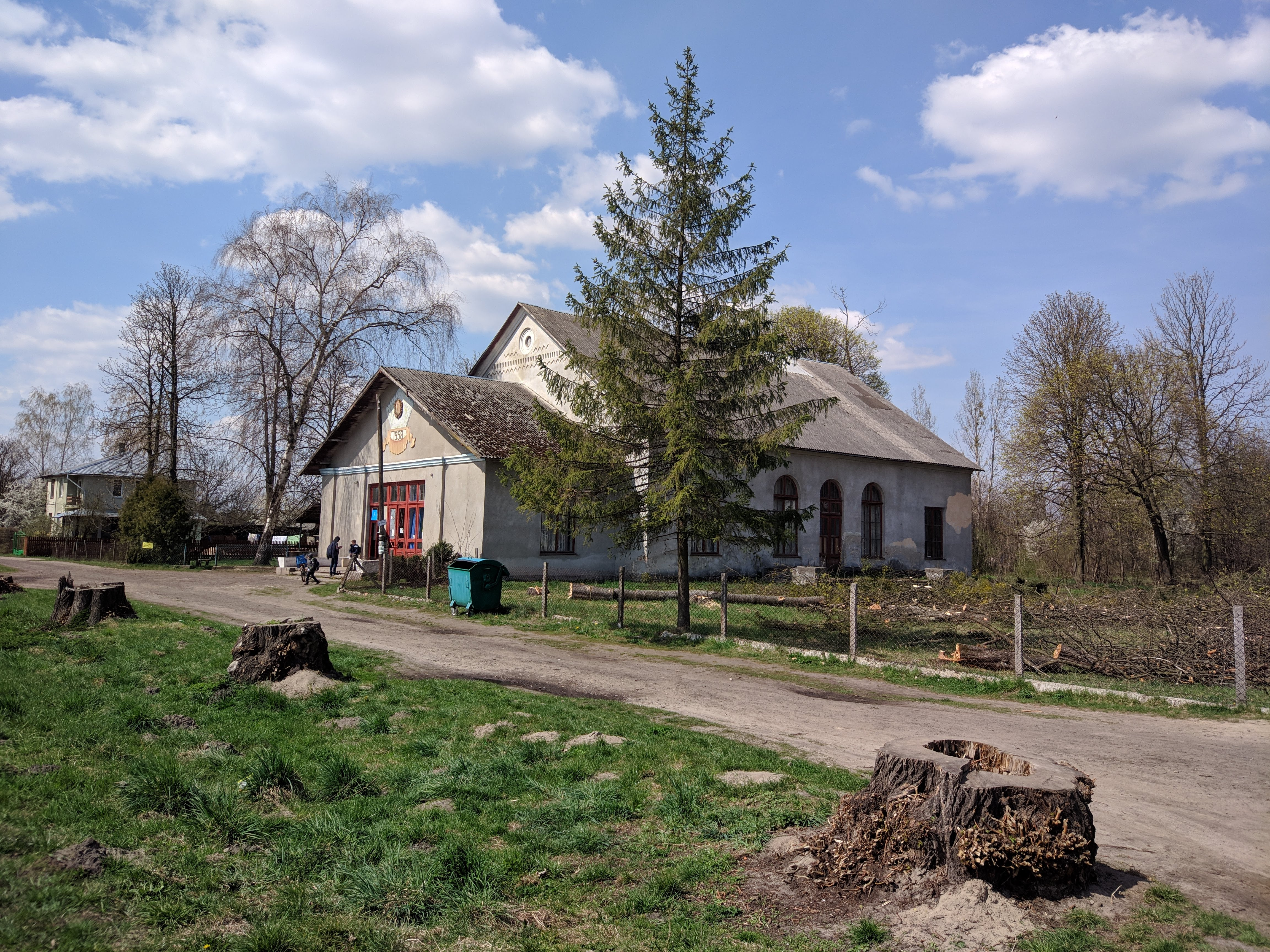
Народний Дім
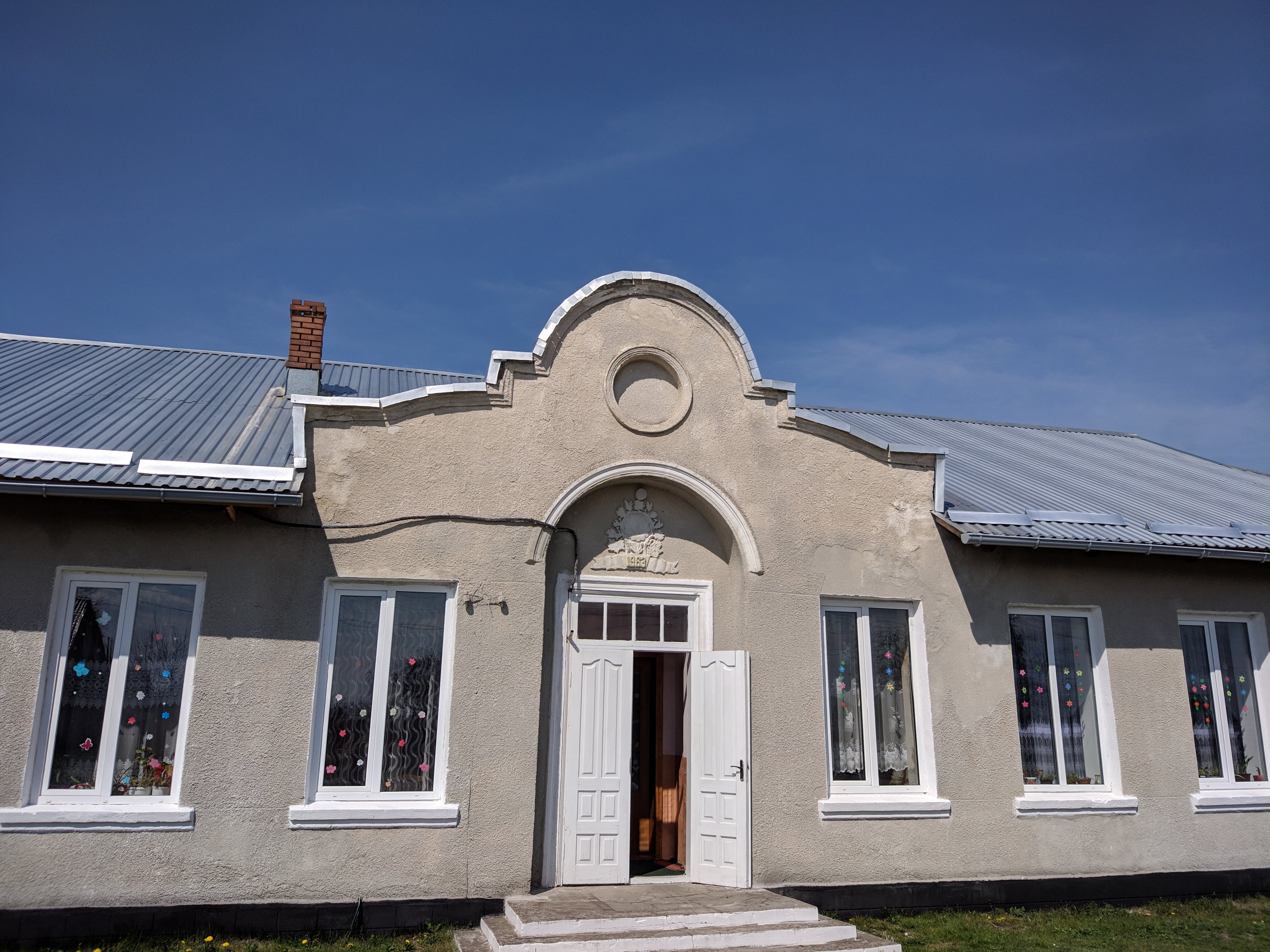
Берлинський ЗДО

## Відомі люди
- Заяць Михайло Миколайович (1921—1952) — вояк УПА, охоронець Головного Командира Української Повстанської Армії Романа Шухевича.
- Нагаєвський Ісидор Дмитрович — український греко-католицький священник, капелян, доктор наук, історик.
- Роздольський Осип Іванович — український богослов, класичний філолог та перекладач.
- Романець Богдан Степанович — український скульптор, заслужений художник УРСР.

## Освіта
- Берлинський заклад загальної середньої освіти I-III ступенів Бродівської міської ради Львівської області[24].
- Берлинський заклад дошкільної освіти Бродівської міської ради Львівської області[25], розрахований на 30 дітей[26].
- Народний дім.

## Цікаві факти
Село Берлин посіло шосте місце у рейтингу передачі «Стоп 10» на каналі ICTV серед населених пунктів України з незвичайними, подвійними назвами.